# Whiteboard
Et whiteboard er en skrivetavle med en blank, og ofte hvid overflade, som der kan skrives på, men hvor tekst (eller tegninger), kan fjernes igen, hvorfor det nogle gange også kaldes et wipeboard.
De første whiteboards blev anvendt tilbage i 1960'erne. En whiteboard tavle kan være lavet af følgende materialer: Melamin, glas, stål eller aluminium, porcelæn eller hardcoat laminat.
Der er forskellige fordele ved at bruge et whiteboard i stedet for en normal tavle. For det første er whiteboard tavler ikke på samme måde modtagelige overfor udefra kommende faktorer, som f.eks. vand, da blækket klæber på en anden måde end kridt. Derudover har man ikke samme problemer som kridt kan give, f.eks. over for følsomt udstyr i samme lokale, eller over for personer der er allergiske. Derudover kan et whiteboard være praktisk i et lokale med en projektor, da whiteboardet kan bruges til at projektere op på.
Whiteboards har selvfølgelig også den ulempe at man ikke kan bruge alle typer penne til at skrive på tavlen med, og derfor er nødt til at specielle tuscher til at at skrive på whiteboardet med, da teksten eller tegningerne ellers risikerer at blive permanente.
Det fås også i magnetiske udgaver af glas, som er blevet populære blandt arkitekter, indretningsarkitekter og designere for at give plads og rum til kommunikation, visualisering, mindmapping og brainstorming.

## Varemærker
- CHAT BOARD
- Legamaster
- Smartboard
- Wyteboard